# Ичикава
Ичикава (јап. 市川市) град је у Јапану у префектури Чиба. Према попису становништва из 2005. у граду је живело 466.408 становника.

## Становништво
Према подацима са пописа, у граду је 2005. године живело 466.408 становника.
| 1995.   | 2000.   | 2005.   |
| ------- | ------- | ------- |
| 440.555 | 448.642 | 466.408 |